# Жозеф де Местр
Жозеф-Мари де Местр (фр. Joseph-Marie de Maistre; Шамбери, 1. април 1753 — Торино, 26. фебруар 1821) био је писац, филозоф, судија и дипломата. Сматра се једним од родоначелника европског конзервативизма. Иако се данас сматра Французом, он је себе сматрао Савојцем, посебно након Француске револуције, када је напустио домовину и отишао на Сардинију. Виктор Емануел I, краљ Пијемонта и Сардиније, поставио га је за амбасадора у Русији 1803. У Санкт Петербургу је постао миљеник руских аристократских салона. Тамо је написао своја најзначајнија дела. Након повратка на Сардинију 1817, био је главни судија и министар све до смрти 1821. Те године објављена је његова најзначајнија књига Санктпетербуршке вечери или Разговори о овоземаљској владавини.
Сматра се кључним мислиоцем који се супроставио просветитељству и либералним идејама осамнаестог столећа. Посебно је био критичан према филозофији Франсиса Бејкона, кога је сматрао родоначелником просветитељства. За Местра је монархија једини легитиман и божански устројен облик владавине. Изнад краља је једино папа, који треба да одлучује о најважнијим световним питањима, али и џелат као неко ко ће кажњавати оне који не поштују поредак. Тврдио је да је Француска револуција рационално одбацивање хришћанства и да је управо она главни кривац за крвопролиће и хаос који су настали, јер је тако Бог казнио промену поретка света. Иако се поред Едмунда Берка сматра родоначелником конзервативизма са широким утицајем на политичку десницу, Местрови списи извршили су утицај и на социјалне утописте Огиста Конта и Сен Симона и њихову концепцију политичког ауторитета.